# Frank Rosenius
Frank Enver Rosenius, född 2 juni 1940 i Gävle, är en svensk pensionerad viceamiral. Han tog examen vid Kungliga Sjökrigsskolan 1962 och tjänstgjorde som sjöofficer bland annat inom ubåtsvapnet och som operativ chef inom kustflottan.

## Biografi
Frank Rosenius blev 1992 av regeringen utnämnd till konteramiral. Han tjänstgjorde som departementsråd inom försvarsdepartementet åren 1992–1994, då han blev utnämnd till chef för Kustflottan (CKF). Han var den siste att inneha den 100 år gamla operativa befattningen inom svenska flottan. År 1998 blev Frank Rosenius utnämnd till viceamiral och ställföreträdande överbefälhavare först under Owe Wictorin och sedermera Johan Hederstedt. Frank Rosenius var även av regeringen utsedd utredare av Estoniakatastrofen. Efter pensionering 2001, tjänstgjorde Frank Rosenius som Förste adjutant vid H.M. Konungens stab under åren 2003-2008.
Frank Rosenius invaldes i Kungliga Örlogsmannasällskapet 1979 och i Kungliga Krigsvetenskapsakademien 1988 (där han även varit styresman). Han har varit inspector för den navalakademiska föreningen Sjöholm. Åren 2001–2007 var han ordförande i Föreningen Armé- Marin- och Flygfilm.

## Utmärkelser
- Kungliga Örlogsmannasällskapets förtjänstmedalj i guld (2010)[3]
- Storkors av Isländska falkorden, 7 september 2004.[4]